# Arina Hugenholtz
Arina Hugenholtz (Cillaarshoek, 20 september 1848 - Laren, 4 april 1934) was een Nederlands schilderes.

## Leven en werk

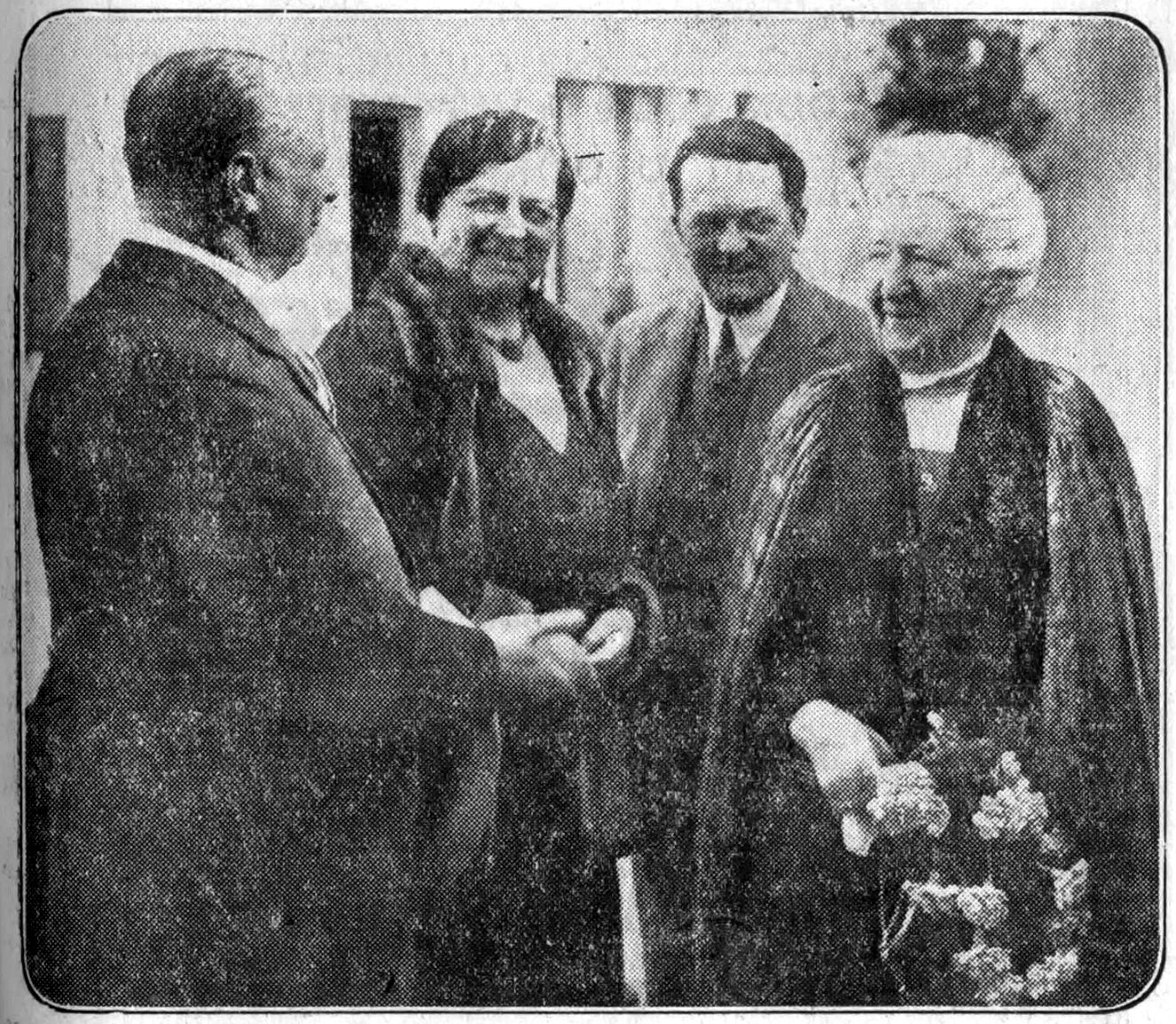
Huldiging Arina Hugenholtz te Laren, 1928

Hugenholtz werd geboren in het Zuid-Hollandse Cillaarshoek (tegenwoordig gemeente Strijen). Al op jeugdige leeftijd begon ze te schilderen. Haar ouders waren predikant Philips Reinhard Hugenholtz (1821-1889) en Annette Hoffmann. Haar eerste tekenlessen kreeg ze in Haarlem bij Plaats en Van de Zul, die daar een atelier hadden. Met haar ouders verhuisde ze naar Amsterdam, waar ze les aan huis kreeg. In Den Haag ontmoette haar vader, die een opgewekte en levenslustige persoonlijkheid was, de vaak zwaarmoedige schilder Anton Mauve (neef van Vincent van Gogh). Merkwaardig genoeg kwam het tussen de twee tegenpolen tot een hechte vriendschap. Mauve zag toen voor het eerst het werk van de jonge Arina, die te kennen gaf verder te willen studeren in Parijs. Hij raadde haar dit af en adviseerde haar bij Bernard Blommers lessen te nemen. Hij zag wel wat in haar werk en hoewel hij een hekel had aan lesgeven heeft hij haar toch vaak waardevolle adviezen gegeven. 
Op 25-jarige leeftijd werd ze toegelaten tot de Amsterdamse Academie. Drie jaar later, in 1880, ging ze naar Den Haag, waar ze een atelier betrok aan de Bezuidenhoutseweg. Van hier uit werkte ze veel in Scheveningen en Katwijk. Ook heeft ze een tijdje in Parijs gewoond en één jaar in Amerika. 
In 1885 vestigde ze zich in op aanraden van Mauve in Laren (zie ook Larense School), die daar zelf ook al enige jaren woonde. Zo kwam ze voor het eerst in aanraking met het Gooi. In 1894 vestigde ze zich daar voorgoed, nadat ze een atelier had laten bouwen aan de Stationsweg. 
In haar werken is de grote invloed van Mauve te zien. Niet alleen kwamen de keuzen van de onderwerpen overeen, ook het gebruik van de kleuren laten zien dat zij de tinten van Mauve had geleerd. 
Een van haar belangrijkste verdiensten was wel dat ze door haar internationale contacten bemiddelend kon optreden tussen Amerika en de Larense kunstenaars. Daarmee heeft ze dus meegewerkt om de grondslagen voor het succes van deze schilders te leggen. De rest van haar leven heeft zij in Laren gewoond. Ze is tot aan haar dood actief geweest met schilderen, tot ze op een morgen onverwacht overleed in hotel "Hamdorff" waar ze 40 jaar gewoond had. Op 7 april 1934 werd ze onder grote belangstelling begraven op de Algemene Begraafplaats.

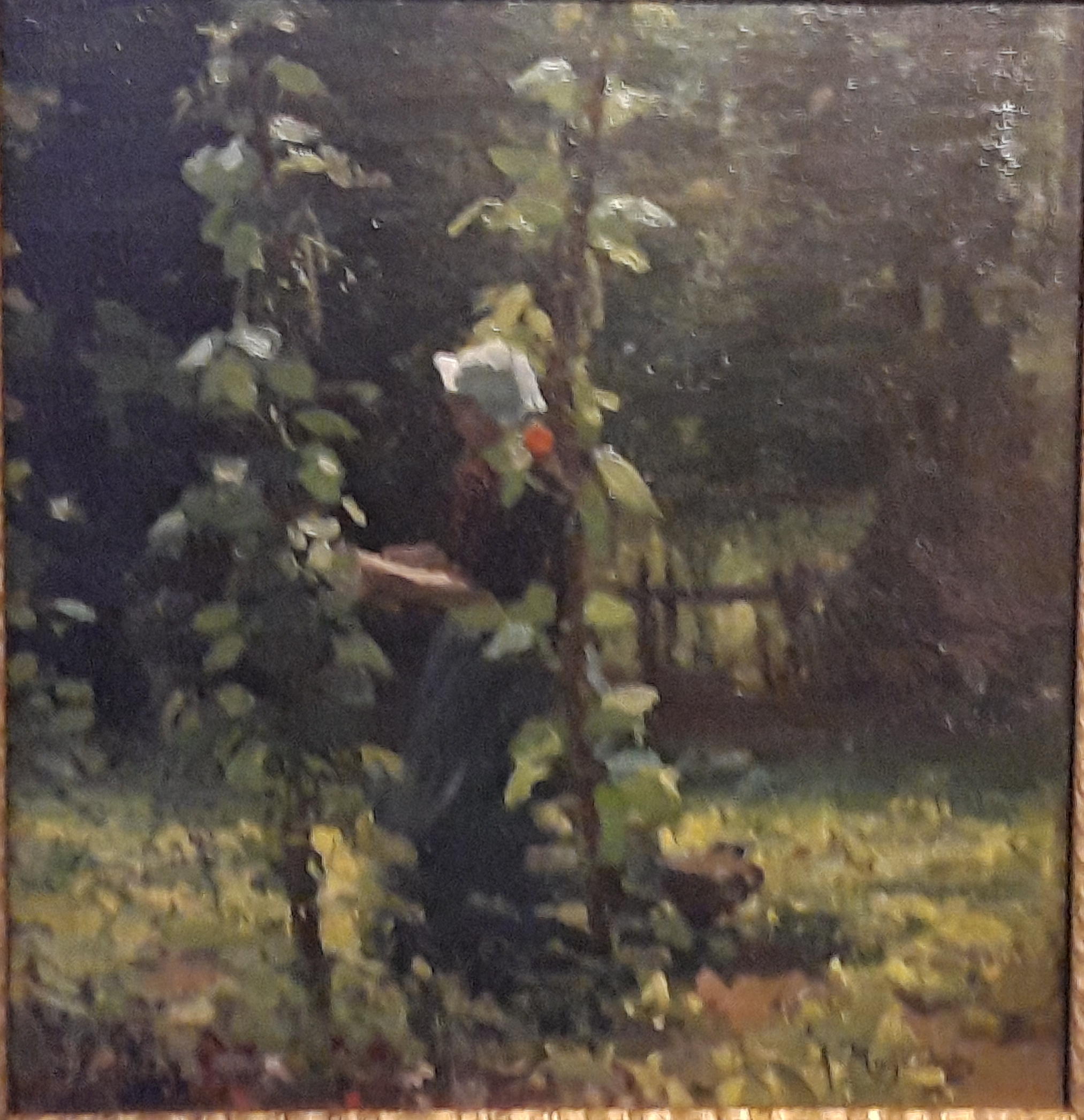
Vrouw in moestuin
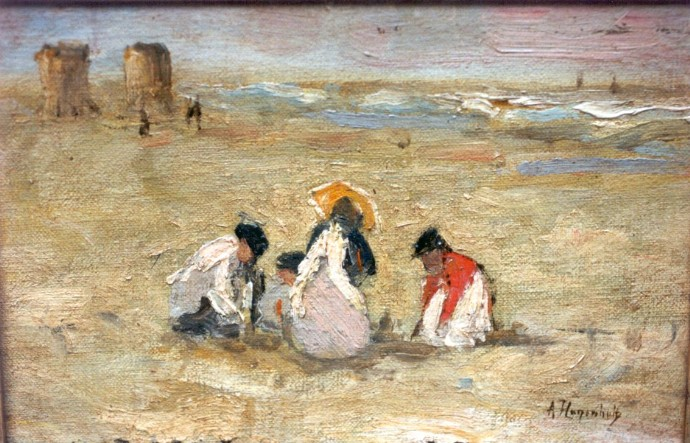
Kinderen aan het strand
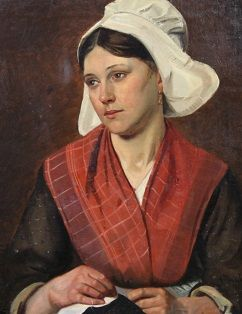
Boerin

## Publicaties
- Jan P. Koenraads: k. Laren, 1985. ISBN 90-71160-02-5